# Serra de les Guardioles
La Serra de les Guardioles és una serra situada al municipi d'Os de Balaguer a la comarca de la Noguera, amb una elevació màxima de 524 metres.